# Fenerivia richardiana
Fenerivia richardiana (Baill.) R.M.K. Saunders – gatunek rośliny z rodziny flaszowcowatych (Annonaceae Juss.). Występuje endemicznie w północno-wschodniej części Madagaskaru. 

## Morfologia
PokrójZimozielone drzewo.
LiścieMają eliptycznie lancetowaty kształt. Mierzą 6–12,5 cm długości oraz 2–4 cm szerokości. Są skórzaste. Nasada liścia zbiega po ogonku. Blaszka liściowa jest o spiczastym wierzchołku. Ogonek liściowy jest nagi i dorasta do 5–7 mm długości.
KwiatySą pojedyncze lub zebrane w pary, rozwijają się w kątach pędów. Działki kielicha mają trójkątny kształt i dorastają do 7 mm długości. Płatki mają podłużny kształt i osiągają do 16–20 mm długości.
OwocePojedyncze mają kształt od jajowatego do elipsoidalnego, zebrane w owoc zbiorowy. Są nagie, osadzone na szypułkach. Osiągają 20 mm długości i 10 mm szerokości. Mają brązową barwę.

## Biologia i ekologia
Rośnie w lasach.